# Розовый морской окунь
Розовый морской окунь, или американский окунь (лат. Sebastes fasciatus), — вид морских лучепёрых рыб семейства скорпеновых (Scorpaenidae). Обитает в северной части Атлантического океана. Встречается на глубине до 592 метров. Максимальная длина 30 см.

## Описание
Массивное тело покрыто ктеноидной чешуёй, сжато с боков, высота тела укладывается три раза в длине тела.. Голова большая. На конце выдвинутой вперёд нижней челюсти расположен направленный вниз симфизиальный бугорок. Жаберные тычинки длинные и тонкие, на первой жаберной дуге 31—34 тычинок.
Спинной плавник длинный с 15 колючими и 13—14 мягкими ветвистыми лучами. В анальном плавнике 3 колючих и 6—8 мягких лучей. Хвостовой плавник с небольшой выемкой.
Тело и голова окрашены в оранжево-красный или розовый цвет. Брюхо немного светлее. Под спинным плавником несколько зеленовато-чёрных пятен, имеются чёрные пятна на заднем крае жаберной крышки. Все плавники красные, при этом брюшные и анальный плавники окрашены интенсивнее.
Максимальная длина тела 30 см.

## Биология
Розовый морской окунь — морская придонная стайная рыба. Обитают на глубине от 70 до 592 м, обычно на глубине 128—366 м. Питаются ракообразными, моллюсками и мелкими рыбами. Растут медленно. Максимальная продолжительность жизни 50 лет.

### Размножение
Живородящие рыбы с внутренним оплодотворением. Самцы созревают осенью. Спаривание происходит в конце осени или ранней зимой. Сперма сохраняется внутри самки в течение нескольких месяцев до оплодотворения икры весной. Инкубационный период продолжается 45—60 дней. Вылупление происходит внутри самки. Вымет личинок наблюдается с апреля до августа в зависимости от региона (Новая Шотландия — июнь; Большая Ньюфаундлендская банка и острова Микелон и Сен-Пьер — с мая до начала июля; северная часть Большой Ньюфаундлендской банки и у Лабрадора — с апреля до конца июня). Каждая самка вымётывает 15—20 тысяч личинок.

## Распространение
В западной части Атлантического океана встречается от залива Святого Лаврентия до шельфовых вод у Новая Шотландия. В восточной Атлантике ареал простирается от Гренландии до Исландии.

## Хозяйственное значение
В 1940-е годы уловы американского окуня достигали 56 тысяч тонн. В последние годы специализированный промысел не ведётся. Попадаются в качестве прилова при промысле других донных рыб. Реализуется в охлаждённом и мороженом виде.